# سلع استهلاكية
السلع الاستهلاكية أو النهائية هي سلع تستهدف المستهلك لتلبية حاجات أساسية، ولا تمر بعمليات تحويلية أثناء الإنتاج. وتعرف أيضًا بالسلع التي يتم شراؤها عبر مستهلك متوسط. وهناك تعريف آخر هو أن المنتجات والخدمات يكون بها نفس المميزات، ولكن الاختيار يكون على أساس السعر. ويعمل المسوقون وتجار التجزئة وتجار الجملة على إيجاد تبادل مربح من هذه السلع أو الخدمات مع العميل أو العملاء.

## سمات السلع الاستهلاكية
وأصبحت الآن السلع الاستهلاكية في تزايد وخاصة مع تجار التجزئة الكبيرة الذين حفزوا هذا المجال، ومع تزايدها وتشابه المنتجات في فئة معينه، أدى ذلك  إلى خفض الأسعار لهذه المنتجات، فهذه تعتبر فائدة للزبائن لحصولهم على السلع التي يريدونها بأسعار مناسبة لهم. كذلك سرعة الوصول إلى هذه المنتجات والخدمات والمعلومات عنها عن طريق الإنترنت، أصبح بإمكان الزبون عمل مقارنة بين الأسعار مما يزيد من المنافسة بين المسوقين والبائعين في أنهم يحاولون دائما إلى خفض أسعارهم لجذب الزبائن لهم.
والآن أصبحت معظم الشركات تحول خطط أعمالها على وجه السرعة للاستفادة من الإمكانيات التي توفرها شبكة الإنترنت خوفًا من أن تفقد حصتها في السوق لصالح المنافسين، وعلى ذلك لا بد من أن نعلم أن السلع الاستهلاكية تباع على أساس السعر وليس على أساس العلامة التجارية.
وهي تعتبر من الاستراتيجيات التي يتبعها المسوق أو البائع للحصول على أكبر قدر من الزبائن ولكي تربح تجارته.
يقول أحد المتحدثين في شركة "صن جافا" أن توحيد السلع الاستهلاكية وجعلها تحمل نفس المميزات ليس أمر خطير بل أنه يفتح فرصًا ومجالات كبيرة في السوق.أهـ
لكن السلع الاستهلاكية هي غير المرجح بالنسبة للأسواق التي تتطلع إلى زيادة رؤوس الأموال الاستثمارية
مثل التصنيع الثقيل. ولكن حتى تلك الصناعات تتأثر بازدهارالأعمال التجارية عبر الإنترنت إلى الأسواق التجارية.
مثال على السلع الاستهلاكية داخل أسواق تكنولوجيا المعلومات، يجب علينا أن ننظر إلى ثلاث معلمات عند تقييم سلع استهلاكية :
• التوحيد—كم هو سهل للتبديل في / إلى المنتج أو الخدمة
• الموردين—على مستوى الخيارات المتاحة إذا وعند التبديل
• هيكل—على أساس المهارات وغيرها من التكاليف الداخلية التي تخلق حواجز التكلفة لتغيير.
على سبيل المثال أجهزة الحاسوب المكتبي تعتبر سلعة ومع كثرة الموردين أصبحت المنافسة صعبة حيث كل شركة تحاول جذب الزبائن
لها بخفض أسعارها وهذه تجعل الزبون في مسؤولية وحيرة عند اختيار الشركة أو المنتج الذي يريد..
وأيضا أجهزة الحاسوب الشخصي أصبحت متبادلة وعلى أنه يوجد نقص كبير في السوق في أنظمة التشغيل
ومع أن مايكروسوفت هي المهيمنة في السوق إلا أننا نلاحظ انخفاض أسعارها وتحول سلعها إلى سلع استهلاكية.
مثال آخر في السعودية أصبحت في الآونة الأخيرة عددًا من شركات الاتصالات مما جعلهم يحاولون المنافسة في خفض أسعارهم لجذب الزبائن لديهم.